# Oswald Croll
Oswald Croll, latinizzato in Osvaldus Crollius (Wetter, 1560 – Praga, 25 dicembre 1609), è stato un alchimista, medico e farmacista tedesco.
Professore di medicina all'Università di Marburgo, in Germania, fu un seguace di Paracelso e sostenitore della dottrina iatrochimica.

## Biografia
L'anno della sua nascita, intorno al 1560, rimane incerto.
Figlio terzogenito del sindaco di Wetter, nella regione tedesca dell'Assia, Croll vi frequentò con profitto la scuola dell'abbazia fino al 1576, per poi proseguire gli studi ad Heidelberg, Strasburgo e Ginevra. Nel 1582 ottenne un dottorato in medicina a Marburgo.
Successivamente trovò un impiego come tutore, dapprima presso la famiglia francese d'Esnes a Lione dal 1583 al 1590, quindi al servizio del conte Maximilian von Pappenheim dal 1593 al 1597.
Viaggiò molto anche in qualità di medico, recandosi in Germania, Francia, Ungheria, Polonia e Italia, in particolare a Napoli dove incontrò Giambattista della Porta, che citerà spesso con parole di stima nella sua opera.
Verso il 1598 divenne il medico di fiducia del principe Cristiano I di Anhalt-Bernburg, che lo sostenne nella sua attività di alchimista e farmacologo, e lo nominò suo emissario personale inviandolo a Praga per svolgere alcuni incarichi diplomatici. Qui divenne medico e consulente privato anche dell'imperatore Rodolfo II, detentore lui stesso di un proprio laboratorio alchemico.
A Praga, dove entrò in contatto con altri maghi e occultisti come Edward Kelley, Croll si stabilì definitivamente a partire dal 1602 fino alla morte.
Nel 1608 fu pubblicato per la prima volta il suo opus magnum, Basilica Chymica («Basilica chimica»), in cui Croll riassumeva le proprie ricerche, i metodi di preparazione dei farmaci, e gli studi nel campo della medicina chimica o «iatrochimica».
L'anno seguente fu pubblicato il suo De signatura rerum («Trattato delle firme»), in cui combinando la chimica e l'alchimia con altri campi del sapere, come l'astrologia e in particolare la botanica, approfondiva la dottrina delle segnature per determinare le proprietà mediche delle piante.
Morì improvvisamente nel 1609. La sua reputazione ed influenza, tuttavia, crebbero notevolmente dopo la sua morte: tra i primi ad  accorgersi del suo valore vi fu Robert Burton nel suo Anatomia della malinconia. Nel 1618 Croll fu ritenuto uno dei più illustri protagonisti dell'alchimia nella Basilica Philosophica di Johann Daniel Mylius, che gli dedicò un emblema accanto al motto:

## Dottrina alchemica

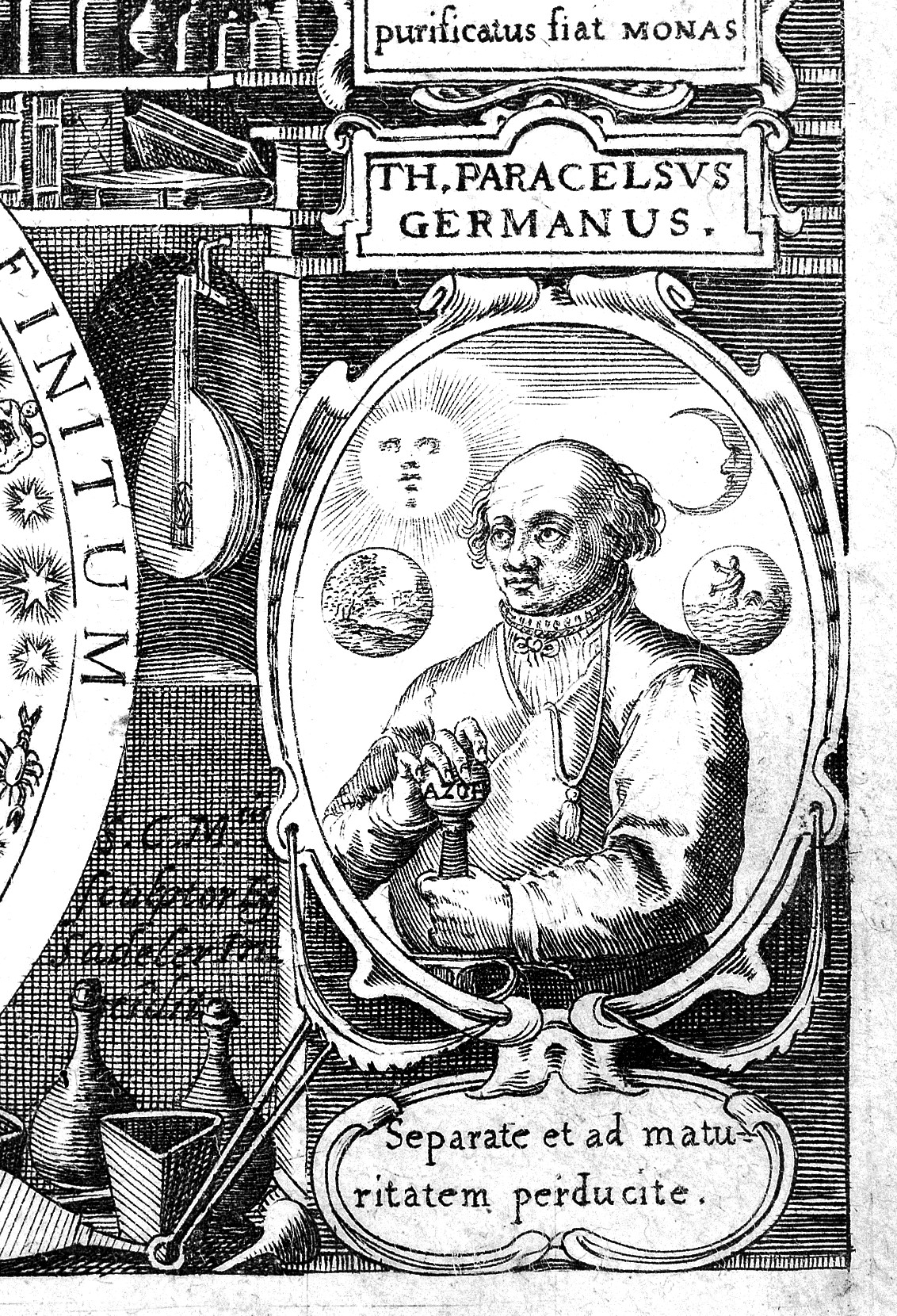
Ritratto di Paracelso tra gli alchimisti raffigurati sul frontespizio di Basilica Chymica (1608)

Oswald Croll fu tra i più importanti seguaci di Paracelso e una figura di spicco nel ramo medico della iatrochimica.
L'essere umano, per Croll, non è disgiunto dall'universo in cui è inserito, ma ogni sua parte è collegata per analogia con i molteplici aspetti del macrocosmo. Così anche la medicina non è una disciplina a sé stante, poiché ogni sintomo parla un linguaggio segreto che il medico deve saper decodificare con l'ausilio della magia, dell'alchimia e dell'astrologia. Le erbe terrestri, ad esempio, rispecchiano in maniera speculare le caratteristiche degli astri celesti, con i loro tempi e qualità.
La chimica e l'alchimia sono per Croll due discipline separate che però si completano a vicenda, come due metà di un'unica scienza, allo stesso modo in cui i composti organici e quelli inorganici si connettono tra loro. Egli tradusse in simboli geometrici tali connessioni già evidenziate da Paracelso, esplicitando ad esempio in un triangolo il modo in cui mercurio, zolfo e sale si rapportano.
Egli stimolò inoltre le ricerche di Giambattista della Porta sulla fisiognomica.

## Opere
- Basilica Chymica (1608), ritenuto uno dei più importanti trattati sulla iatrochimica,[10] tradotto in numerose lingue, e contenente oltre a una lunga introduzione, una serie di ricette basate sulla dottrina paracelsiana, come l'Arcanum corallini, la Luna Cornea, l'Aurum volatile, l'Antimonio diaphoreticum, ecc.[2]
- De signaturis internis rerum (1609), in cui l'aspetto visibile di erbe, metalli e minerali è posto in relazione con quello degli organi umani più simili, svelandone la loro utilità terapeutica nascosta.[11] In seguito sarà inserito come secondo volume nella precedente Basilica Chymica.

### Edizioni italiane
- Osvald Crollius, Basilica Philosophica, Venezia, Combi, 1643.